# Cá ngựa chấm
Cá ngựa chấm (Hippocampus trimaculatus), là một loài cá ngựa thuộc họ Syngnathidae. Loài này được tìm thấy ở Úc, Quần đảo Cocos (Keeling), Polynesia thuộc Pháp, Hong Kong, Ấn Độ, Indonesia, Nhật Bản, Philippines, Singapore, Đài Loan, Thái Lan và Việt Nam. Môi trường sống tự nhiên của chúng là vùng biển nông. Chúng bị đe dọa do mất môi trường sống.
Những con cá ngựa này thường được tìm thấy ở độ sâu 10-100 mét. Tuy nhiên, gần đây, cá thể chưa trưởng thành được quan sát ở độ sâu dưới 0,1 mét, và đây có thể là những con cá ngựa chưa trưởng thành trôi dạt đầu tiên được ghi nhận dọc theo eo biển Malacca. Đây có lẽ là bằng chứng mạnh mẽ cho sự di cư đường dài thụ động ở loài này